# Пиер Фич
Пиер Фич (на английски: Pierre Fitch, роден на 1 ноември 1981 г.) е канадски гей-порно актьор.
Участва предимно в продукции на компанията „Фалкон“ от 2003 г., когато дебютира. Той е сред 16-те актьора, снимали се в календара на същата компания за 2006 г. Развива и кариера на DJ.

## Биография
Пиер Фич е роден в град Корнуол, провинция Онтарио, Канада. Фамилното име е псевдоним, който идва от марката дрехи „Abercombie&Fitch“, която Пиер много харесва.
През 2005 г. обявява, че е сключил граждански брак с Ралф Уудс, който е също гей порно актьор във „Фалкон“. Двамата дори участват заедно в няколко филма, но по-късно Фич трябва да признае, че брак никога не е бил сключван и всичко е било маркетингова стратегия. През 2007 г. двамата се разделят.
През 2006 г. Фич е номиниран за наградата GayVN за „най-добър гей порно актьор“, както и за „най-добра секс сцена“, заедно с Гус Матокс, но не успява да се пребори за награда.

## Филмография
- Pierre's After School Special (2003)
- Longshot (2004)
- Born 2 B Bad (2004)
- Through the Woods (2005)
- Spokes III (2006)
- Big Dick Club (2006)